# 愛の旋律
『愛の旋律』（あいのせんりつ 、原題：그대이름은장미　Rosebud）は、2019年の韓国映画

## ストーリー
密かに歌手の夢を抱きながらも地元の工場で働くローズは、ある夜ひょんなことから敏腕スカウトに見初められ、歌手になるチャンスを得る。デビューを目指して特訓し、恋人にも恵まれ絶好調な日々を送っていたが、予定外の妊娠で歌手の夢をあきらめ、シングルマザーとして娘のヒョナを育てる決意をする。ヒョナも大きくなり、チャン・ミ(ローズ)は条件の良い仕事も見つけ、また人生が前に進み始めたと思えたが、韓国にいるはずのない元恋人でありヒョナの父であるミョンファンに再会する。

## キャスト
- ユ・ホジョン
- パク・ソンウン
- チェ・ウシク
- オ・ジョンセ
- チェ・スビン
- ハ・ヨンス
- イ・ウォングン